# 邓以蛰
邓以蟄（1892年—1973年）安徽怀宁人，著名美学家，清华大学哲学系教授，理论物理学家邓稼先的父亲，教育家邓艺孙之子。1917年赴美入纽约哥伦比亚大学专攻哲学与美学，1923年夏回国，任北大哲学系教授。1927年到厦门大学任教，1929年重返北京任清华大学哲学系教授。1973年5月2日病逝，享年82岁。
主要著作有《艺术家的难关》、《西班牙游记》、《画理探微》、《六法通诠》、《书法之欣赏》、《辛已病余录》等。